# 赫里霍里夫卡 (白采爾克瓦區)
49°24′44″N 29°46′49″E / 49.41222°N 29.78028°E

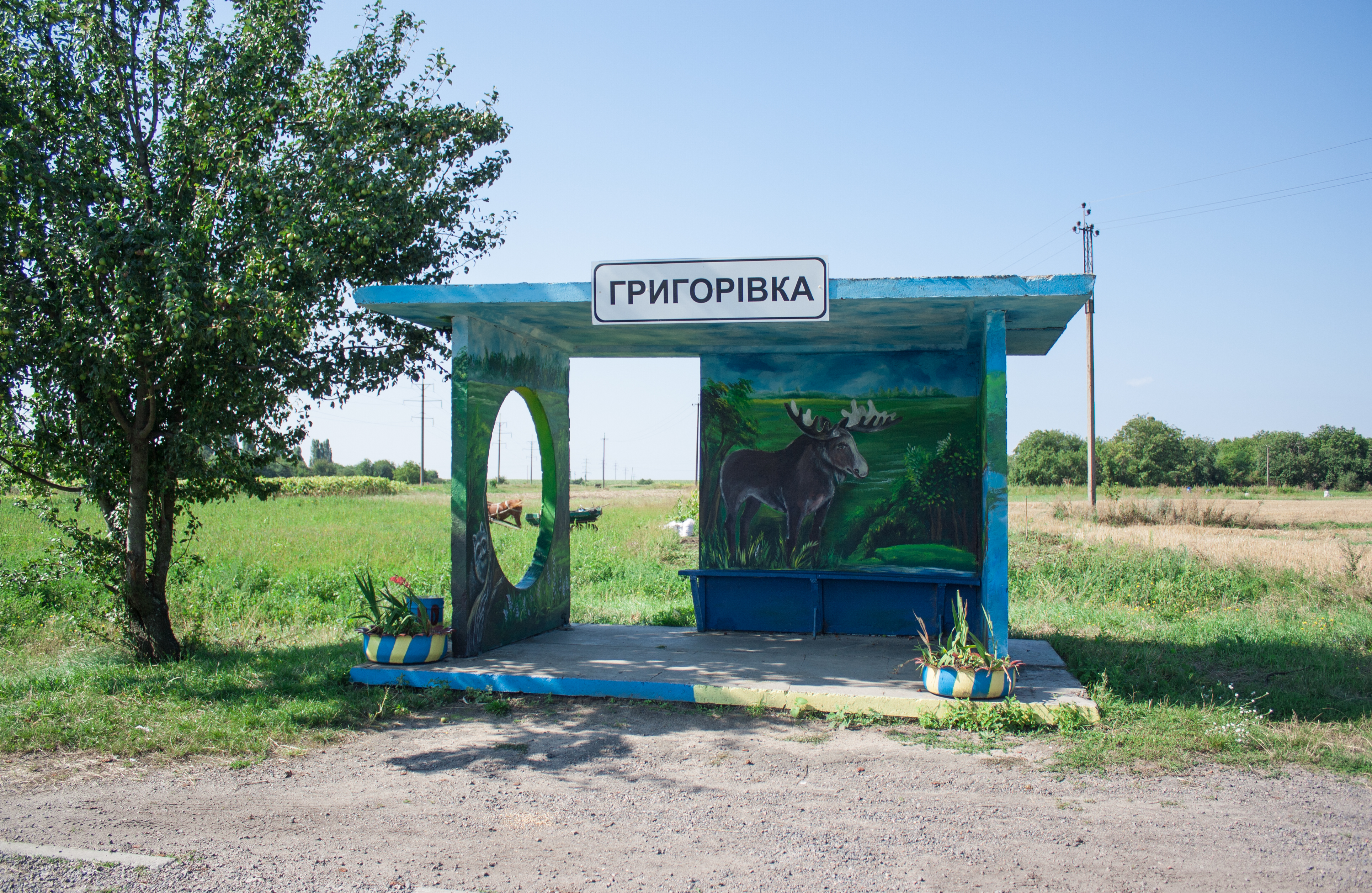
公交车站

赫里霍里夫卡（烏克蘭語：Григорівка）是位於烏克蘭北部的村莊，由基辅州白采爾克瓦區的泰蒂伊夫市鎮負責管轄。該村面積0.84平方公里，海拔高度249米，2001年人口137，人口密度每平方公里162.7人。